# New Testament Studies
New Testament Studies est une revue académique à comité de lecture spécialisée en sciences religieuses et en théologie. Elle est éditée chaque trimestre par Cambridge University Press sous les auspices de la Studiorum Novi Testamenti Societas. 
La revue publie des études sur les origines et l'histoire du christianisme, sur l'exégèse historico-critique du Nouveau Testament, sur l'herméneutique ou encore sur le christianisme primitif. Elle est éditée en anglais, en français et en allemand.
Son rédacteur en chef est Francis Watson, de l'université de Durham.